# Caprimulgus tristigma
Caprimulgus tristigma là một loài chim trong họ Caprimulgidae.